# Julius Spier
Julius Spier (Francoforte sul Meno, 25 aprile 1887 – Amsterdam, 15 settembre 1942) è stato uno psicologo e psicoterapeuta tedesco.

## Biografia
Fu una personalità eclettica: era stato direttore di banca,  aveva fondato una casa editrice, studiato canto. Nel 1939, a causa delle leggi razziali in Germania, aveva lasciato Berlino per Amsterdam, dove aveva una sorella.
Secondo J. G. Gaarlandt, il curatore del "Diario 1941 - 1942"  di Etty Hillesum, Spier era dotato di una straordinaria personalità, "magica" secondo i suoi clienti e discepoli olandesi. 
A Julius Spier  si rivolse Etty Hillesum (1914-1943) per superare i suoi disagi psichici; egli era uno psicologo particolare che non apparteneva a nessuna scuola ed era più propriamente uno psicochirologo, fondatore della psicochirologia, è stato per un breve periodo allievo di Jung e studioso della psiche. Spier, tuttavia, uscì fuori dai confini della psicoanalisi dell'epoca. Spier voleva capire la persona umana attraverso l'analisi delle linee della mano su cui per lui era segnato il piano del destino dell'individuo.

Ciò, tuttavia, non escludeva in lui una dimensione religiosa. Etty Hillesum, in tal senso, fu aiutata da Julius Spier che non era soltanto uno psicologo, ma  anche uno spiritualista per il quale il destino designava il disagio psicologico delle persone. 
Spier comprese i disagi psicologici di Etty sul piano spirituale e le consigliò di leggere l'Antico e il Nuovo Testamento, nonostante Spier ed Etty fossero ebrei ed entrambi conoscessero le Sacre Scritture dal punto di vista ebraico. Egli aiutò Etty, che si definiva “la ragazza che non riusciva a inginocchiarsi”, a pregare Dio, ad intraprendere una profonda esperienza spirituale.
Julius Spier morì il giorno prima di essere inviato al campo di smistamento nazista di Westerbork nei Paesi Bassi, tappa obbligata per gli ebrei olandesi verso il campo di sterminio di Auschwitz, nell'attuale Polonia.
Etty Hillesum morì ad Auschwitz, dopo pochi mesi di prigionia.
Ernst Bernhard imparò da lui nel 1932 la pratica della lettura della mano, che usava con i nuovi pazienti.  

## Opere
- Le mani dei bambini. Introduzione alla psicochirologia - Nuova Ipsa Editore -  1999